# Place des Vosges
Place des Vosges (wymowa fr.:[plas de voʒ]), także Plac Wogezów, dawniej Place Royale (Plac Królewski) – najstarszy plac miejski w Paryżu, znajdujący się w historycznej dzielnicy Le Marais, obecnie na terenie III i IV dzielnicy Paryża. Uważany za jeden z najokazalszych i najbardziej reprezentacyjnych placów stołecznych. Od 26 października 1954 umieszczony na liście architektonicznych i historycznych zabytków Francji.

## Nazwa
Pierwotna nazwa Placu Wogezów (Place Royale) została nadana mu w 1612 r.
W wyniku zawirowań w czasie Rewolucji Francuskiej plac wielokrotnie zmieniał swoje nazewnictwo aż do 1800 roku gdy nazwę zmieniono na Place des Vosges, aby uczcić cześć mieszkańców departamentu Wogezy, którzy jako pierwsi w całości zapłacili podatki przeznaczone na kampanię armii rewolucyjnej oraz wysłał swoich ochotników z gminy Remiremont do zbrojnego wsparcia powstania.
Powrót monarchii z okresem panowania dynastii Burbonów w latach 1814-1848 oraz Napoleona III Bonaparte w 1852–1870, zwrócił mu nazwę Place Royale. Po upadku II Cesarstwa nazwę z powtórnie przemianowano na Places des Vosges.

### Kalendarium zmian nazewnictwa placu na przestrzeni wieków
- Lipiec 1605 r. – Place Royale (Place Royalle)
- 19 sierpnia 1792 r. – Place des Fédérés
- 4 lipca 1793 r. – Place de l'Indivisibilité
- 1793 r. – Place du Parc-d’Artillerie
- 1793 r. – Place de la Fabrication-des-Armes
- 13 września 1800 r. – Place des Vosges
- 27 kwietnia 1814 r. – Place Royale
- 1830 r.– Place de la République
- 14 marca 1848 r. – Place des Vosges
- 1852 r. – Place Royale
- 16 września 1870 r. – Place des Vosges

## Historia
Na miejscu dzisiejszego placu jeszcze w XVI w. znajdował się zamek Tournelles, jedna z rezydencji królewskich. Jednak po tym, gdy w zamkowym turnieju został śmiertelnie ranny Henryk II Walezjusz, Katarzyna Medycejska rozkazała obiekt zburzyć. Wybudowania w tym miejscu reprezentacyjnego placu dokonano w latach 1605-1612 za rządów Henryka IV, który zlecił budowę placu dwóm architektom – Claude’owi Chastillon oraz Louisowi Métezeau.
Plac Wogezów jest jednym z pięciu placów królewskich w Paryżu (Les Places Royales de Paris). Pozostałe to: Place Dauphine (1614 r.), Place des Victoires (1686 r.), Place Vendôme (1699 r.) oraz Place de la Concorde (1772 r.).
Aby zachować oryginalny wygląd, styl kamienic oraz założenie urbanistyczne, plac od lat 60. XX wieku chroniony jest rozporządzeniem francuskiego ministerstwa kultury, zabraniającym m.in. ingerencji w wygląd i układ architektoniczny domów. Zasada ta dotyczy szczególnie fasad budynków.

## Architektura

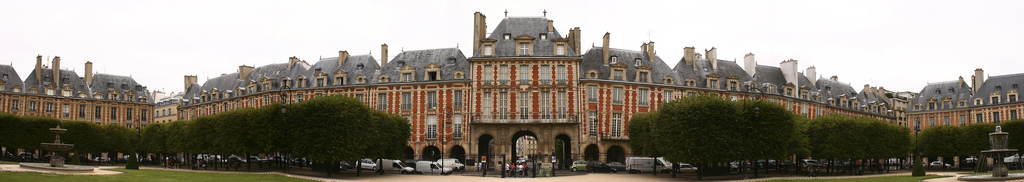

Place des Vosges zbudowany jest na planie czworokąta, zbliżonego do kwadratu o boku 140 metrów. Plac zamyka 36 trójkondygnacyjnych, kamienic w stylu Henryka IV (po 9 z każdej strony placu). Budynki zdobi elewacja z czerwonej cegły Brique-et-pierre. Domy oparte są na wspartych na kwadratowych filarach, sklepionych arkadach, tworzących przejście dookoła całego placu. Nad fasadami dominują strome, mansardowe dachy z niebieskiego łupku oraz niewielkie ozdobne lukarny, oparte na okapie dachowym. Domy zbudowane są na planie schematycznej, jednolitej kompozycji projektu Baptysty Jacques’a I Androuet'a du Cerceau. Wyjątek stanowią celowo nieco wyższe: Pawilon Króla (Le pavillon du roi) – ulokowany w centrum południowej części placu, oraz Pawilon Królowej (Le pavillon de la reine) – w północnej; oba mają po trzy arkady przejazdowe umożliwiające dostęp na plac. Rezydencje te zaprojektowano z okazji inauguracji placu, jednak nigdy nie zamieszkał w nich żaden monarcha (z wyjątkiem Anny Austriaczki, która przez krótki czas rezydowała w Pawilonie Królowej).
Koncepcja ciągnących się w pierwszej kondygnacji kamienicy arkad, która pierwszy raz pojawiła się we Francji (z wyjątkiem wcześniejszych średniowiecznych bastyd), posłużyła później za wzór do projektów licznych placów i ulic w całej Europie w tym w Polsce. Przykładem inspiracji architekturą placu na terenie Polski mogą być nieistniejący kompleks zabudowań Marywil oraz osiedle mieszkaniowe Latawiec przy Alei Wyzwolenia w Warszawie.
Wiele budynków w Paryżu jest bardzo zbliżonych do architektury Place des Vosges. Przykładem może być Hôpital Saint Louis (Szpital Świętego Ludwika) wybudowany przez Claude’a Chastillon, znajdujący się w X dzielnicy Paryża oraz Rue de Rivoli w Paryżu, wytyczona i wybudowana na polecenie Napoleona I Bonaparte.
Wewnętrzną przestrzeń placu zajmuje Skwer Ludwika XIII (fr. Square Louis-XIII) – niewielki ogrodzony park publiczny, obsadzony rzędami lip z czterema symetrycznie ustawionymi, barokowymi fontannami, zaprojektowanymi przez Jeana-Pierre’a Cortota. W centrum parku stoi replika konnego pomnika Ludwika XIII z 1825 r. autorstwa Charles’a Dupaty’ego. Oryginalny posąg odsłonięty w 1639 r. zniszczono w czasie Rewolucji Francuskiej.

Skwer Ludwika XIII
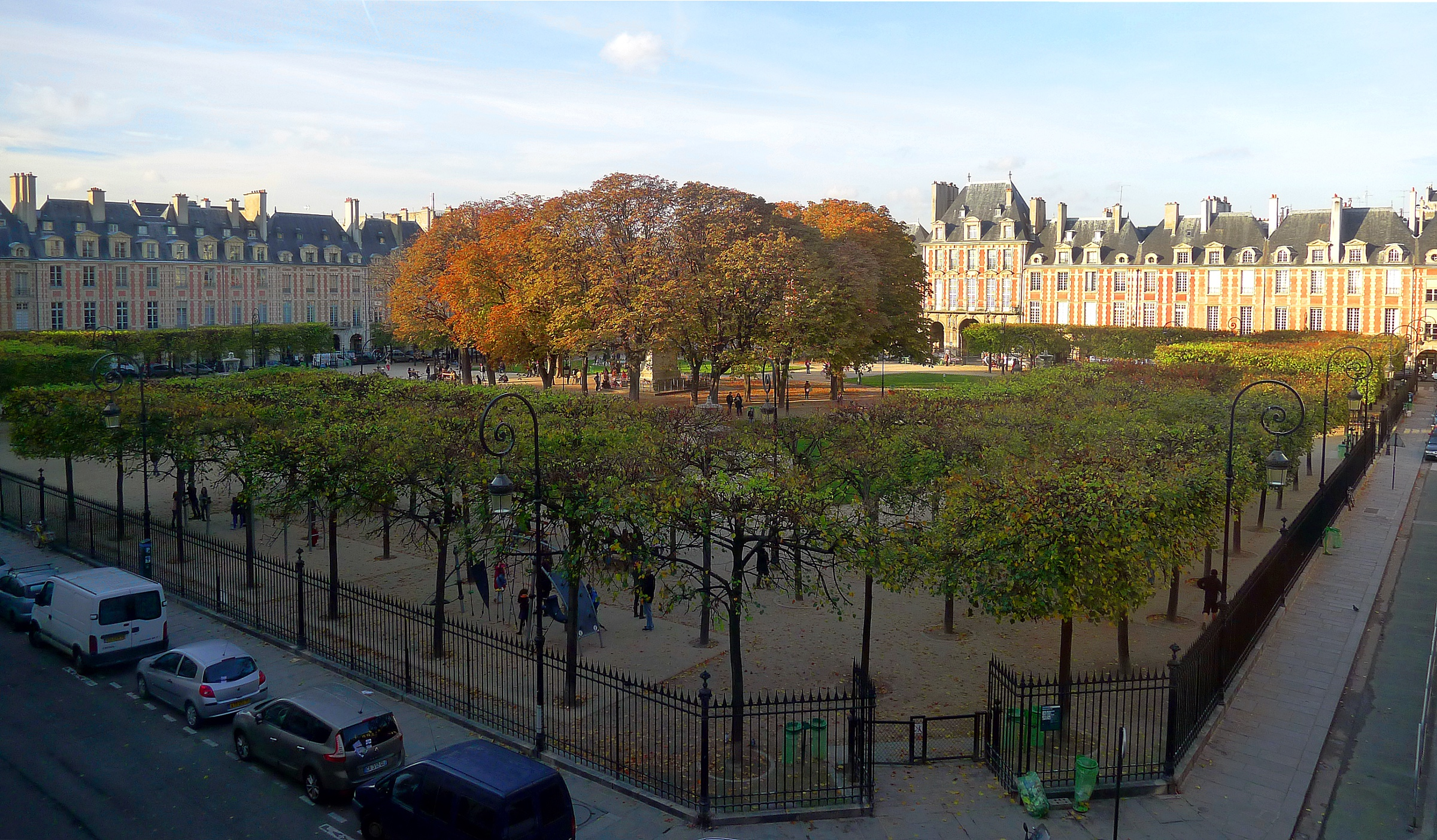
Widok na Square Louis-XII oraz zabudowania Place des Vosges.
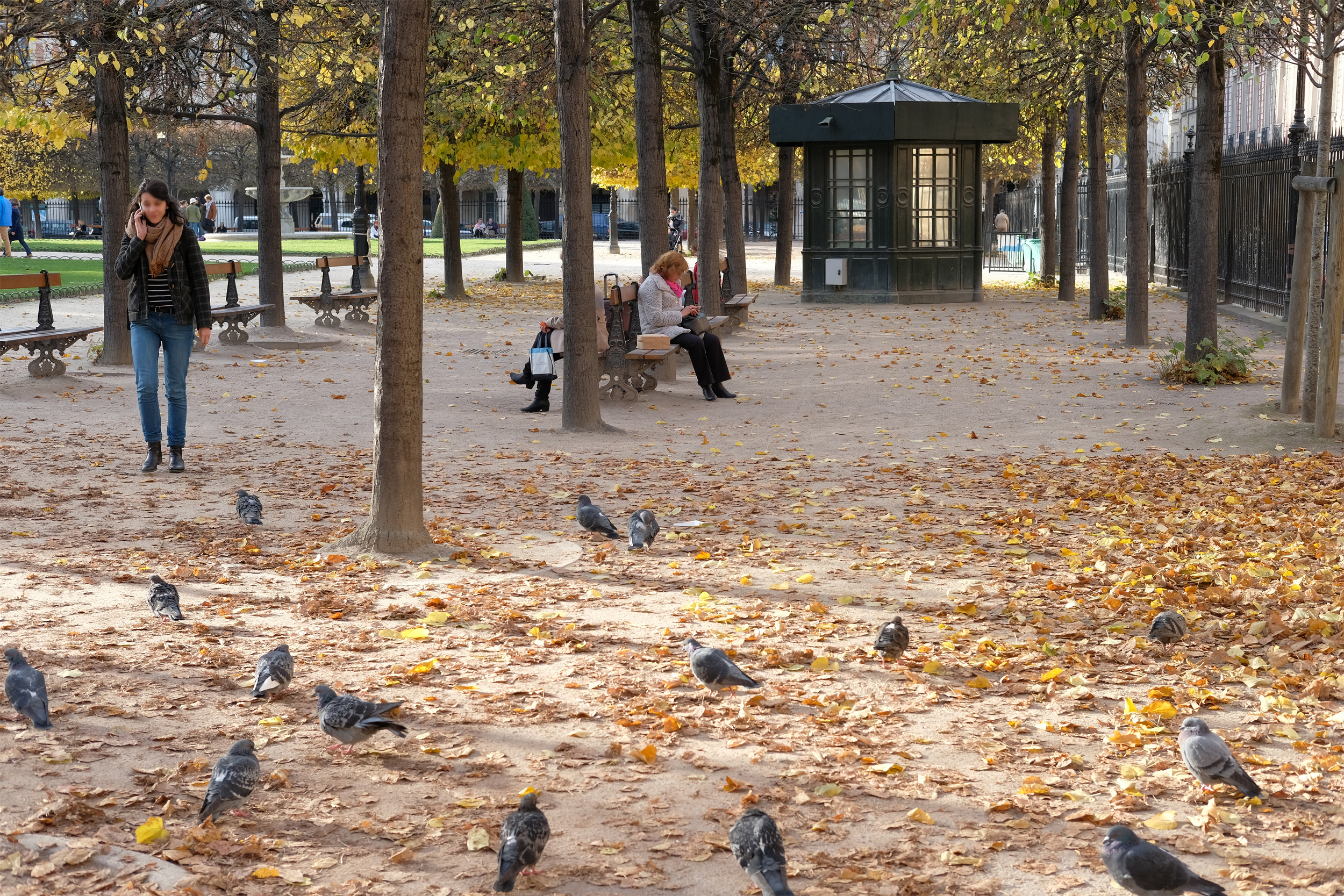
Widok na jedną z alei na skwerze
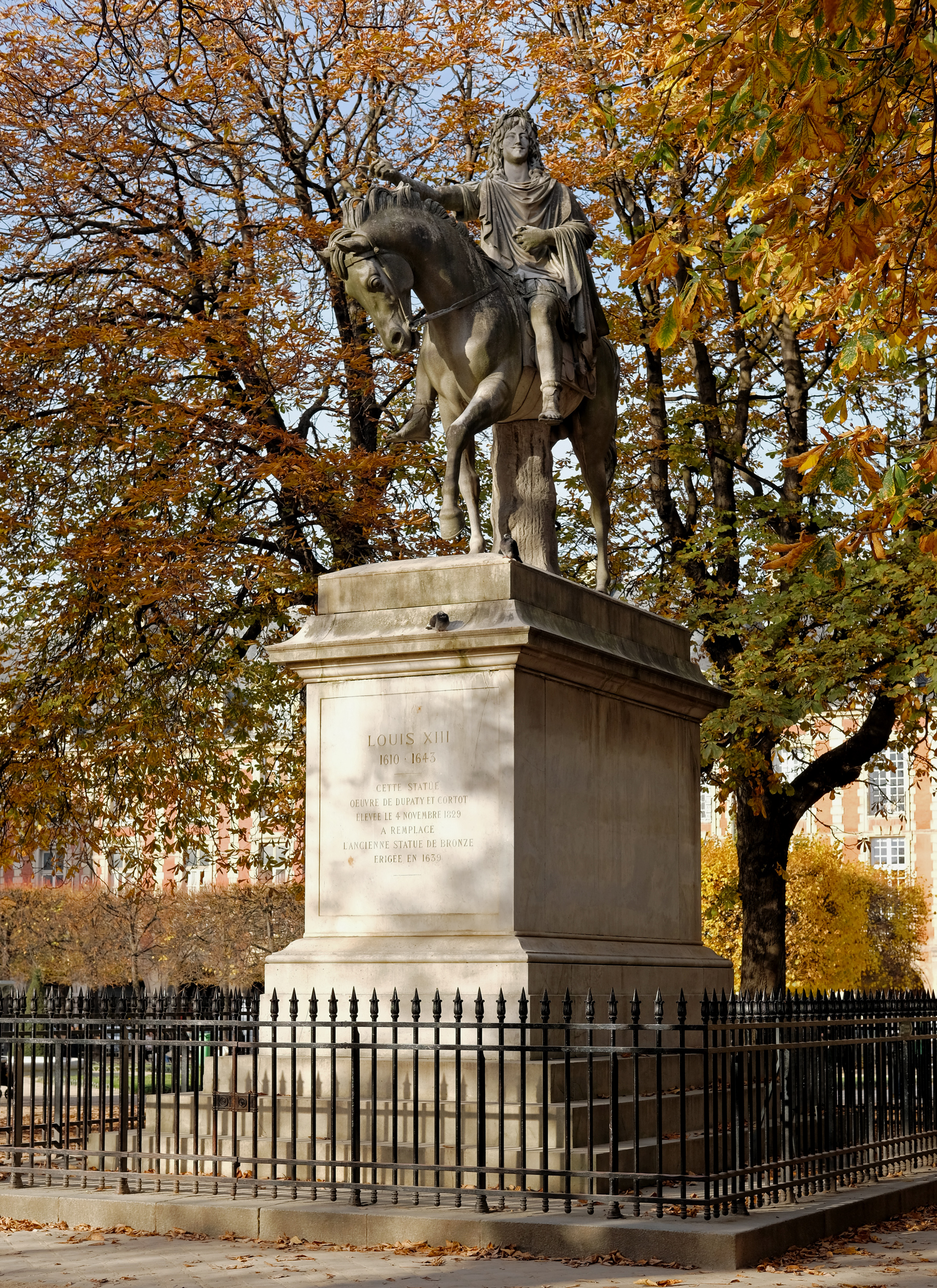
Pomnik Ludwika XIII autorstwa Louisa Dupaty i Jeana-Pierre’a Cortot
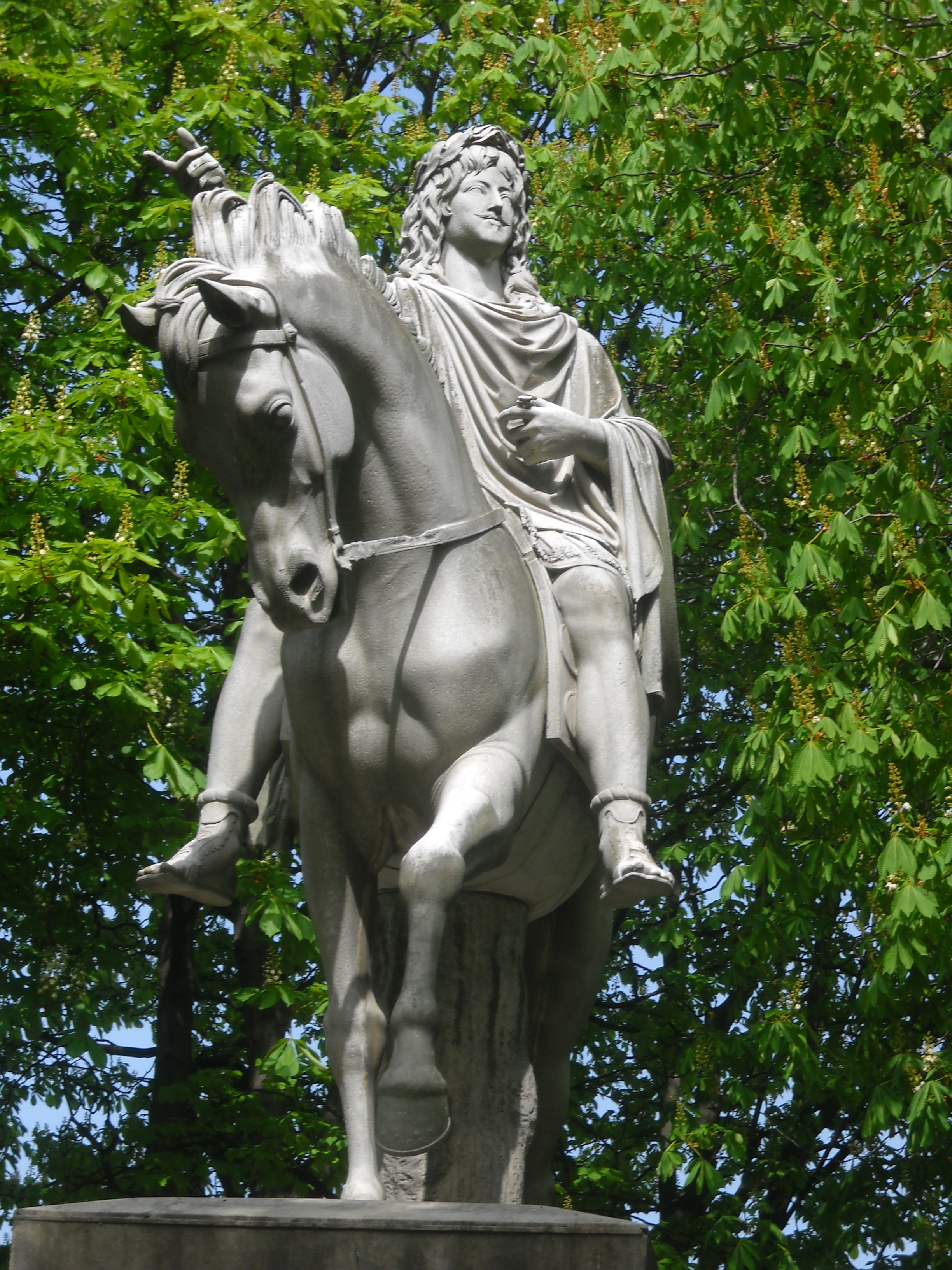
Pomnik Ludwika XIII
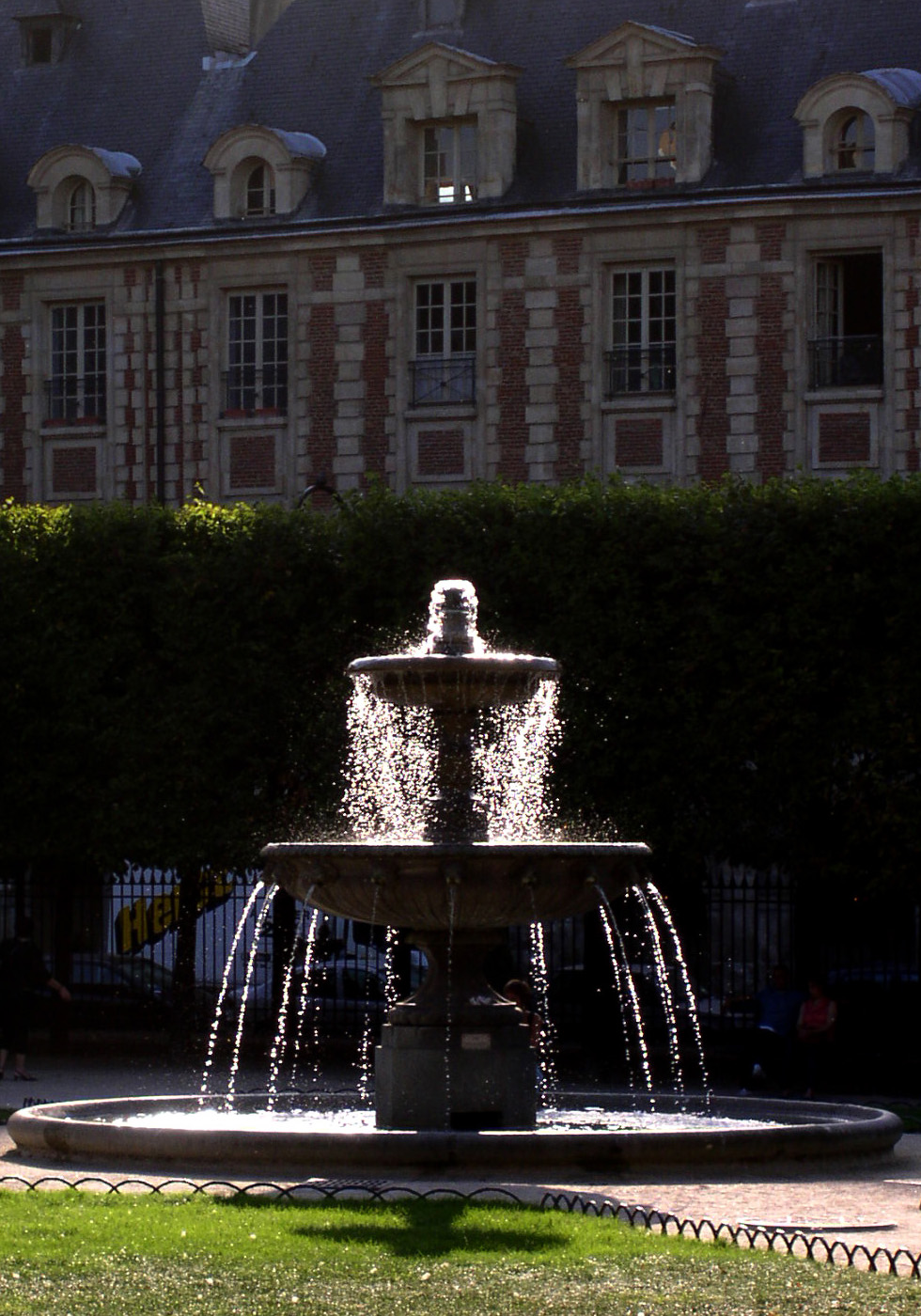
Jedna z barokowych fontann
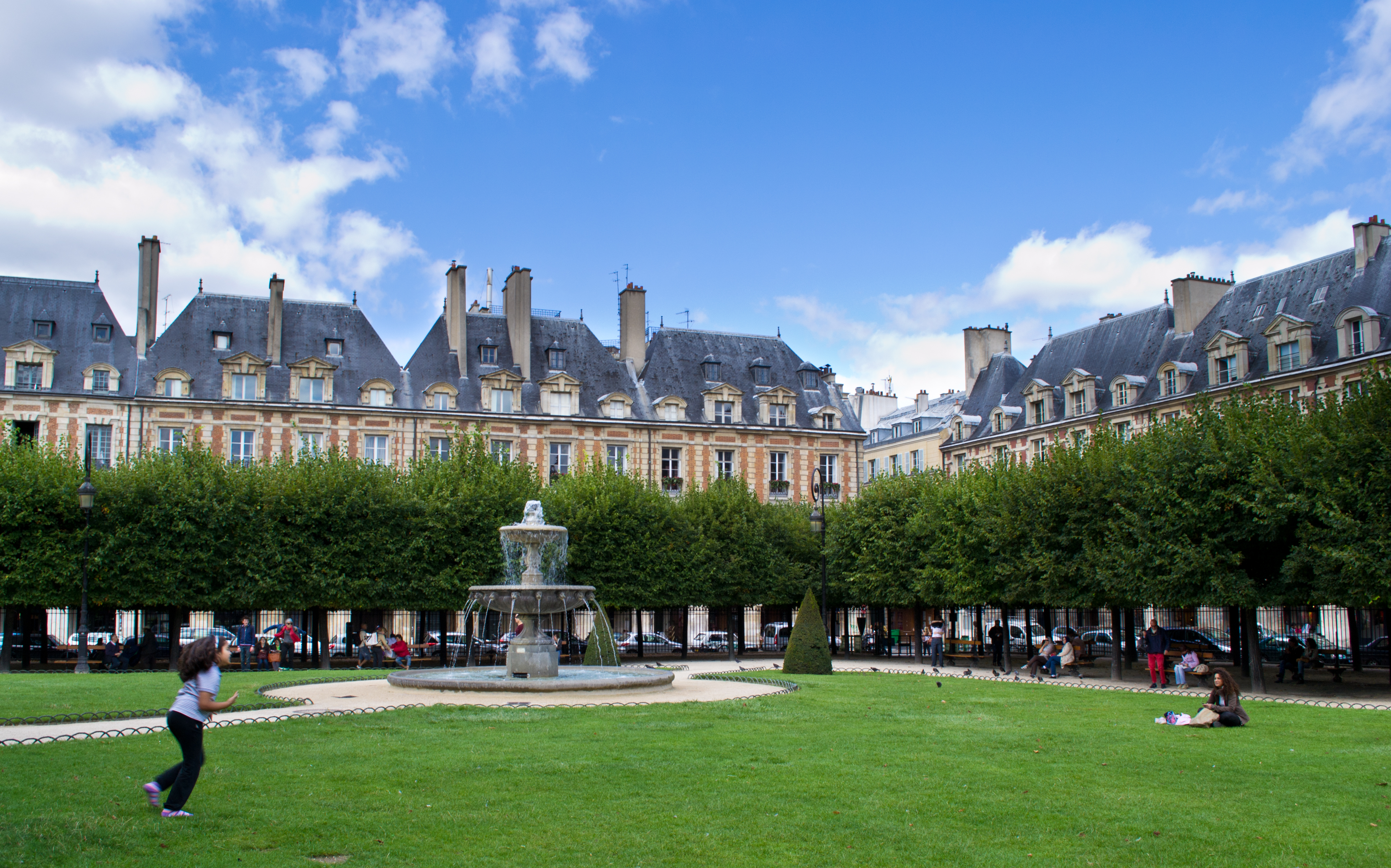
Widok na Place des Vosges wiosną
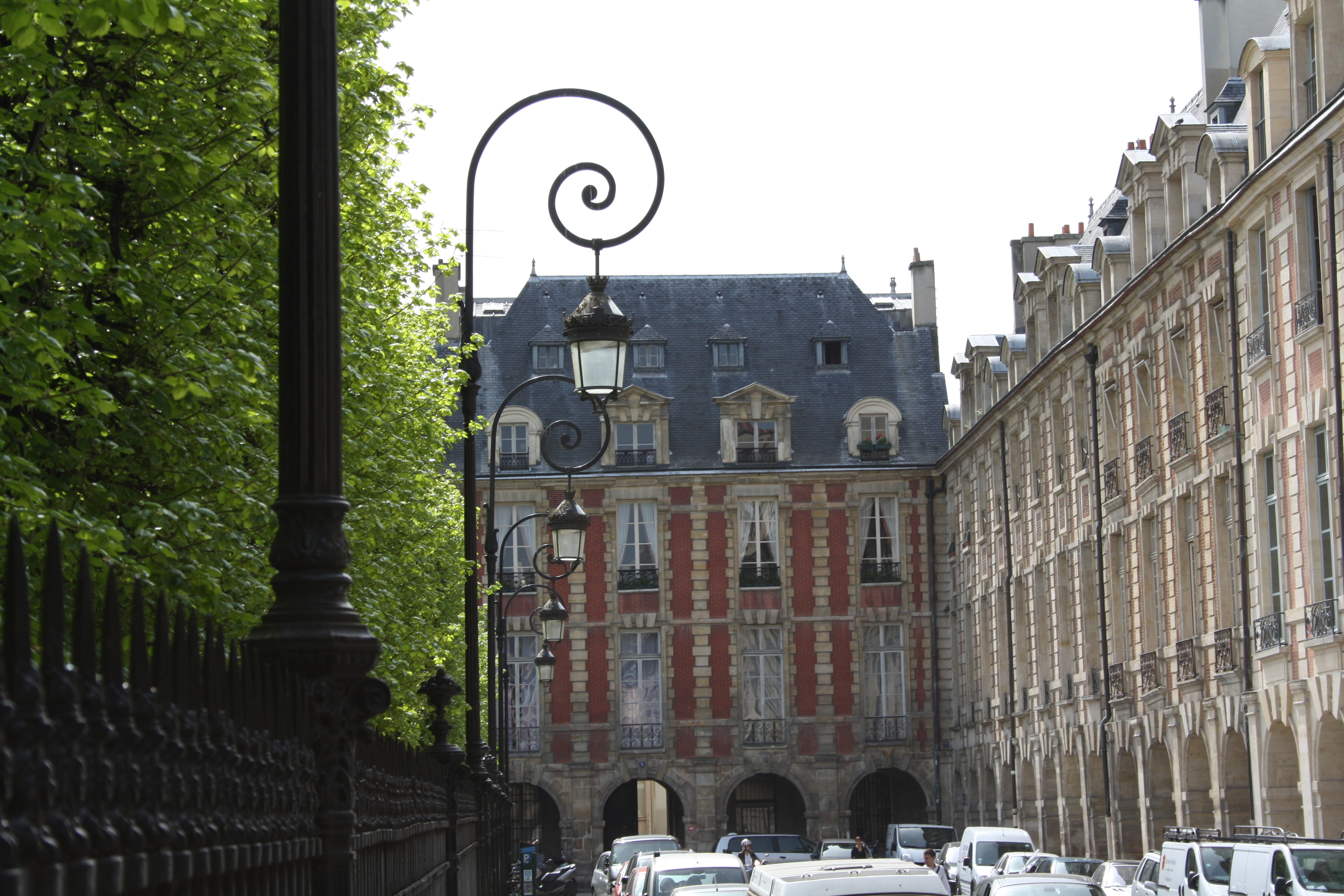
Latarnie wokół parku

## Słynni mieszkańcy placu
Plac niemal od początku swojego istnienia stał się popularnym obszarem osiedlania się francuskiej arystokracji. Place des Vosges zamieszkiwało wiele znamienitych osobistości z francuskich środowisk artystycznych, politycznych oraz medialnych.

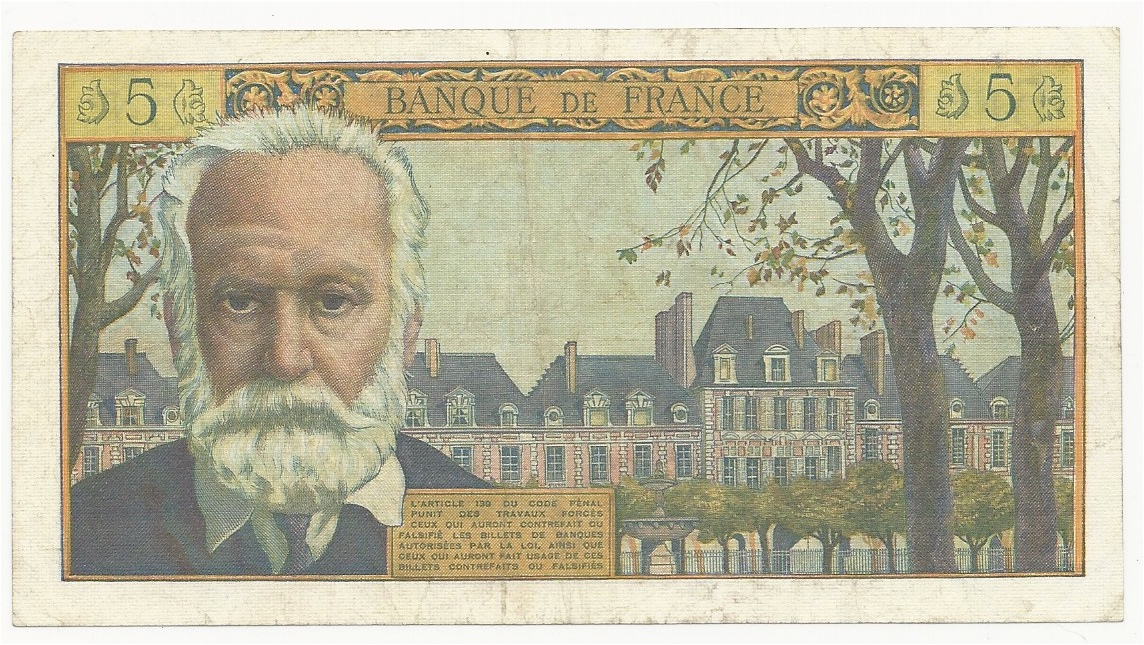
Rewers banknotu pięciofrankowego z 1959 r. z podobizną Victora Hugo. Na drugim planie zabudowania Place des Vosges na którym mieszkał pisarz.

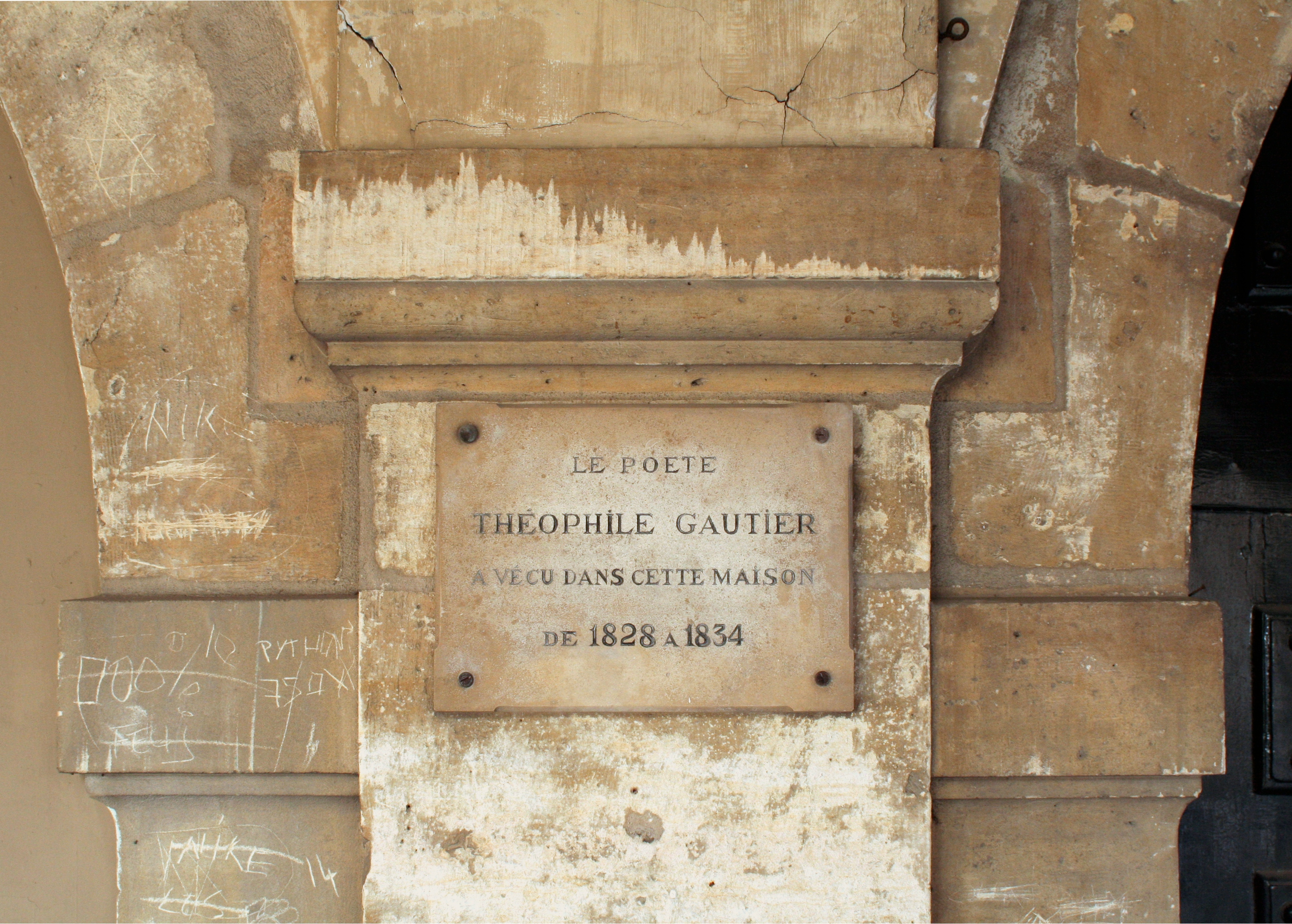
Tablica upamiętniająca Téophila Gauthier'a

### Znani mieszkańcy Place des Vosges
- Jacques-Bénigne Boussuet,
- Pierre Bourdieu,
- Marc-Antoine Charpentier,
- Sidonie-Gabrielle Colette,
- François Couperin,
- Alphonse Daudet,
- Georges Dufrénoy,
- Isadora Duncan,
- Rachel Félix,
- Théophile Gautier,
- Annie Girardot oraz Renato Salvatori,
- Victor Hugo,
- Jack Lang,
- kardynał Armand-Jean Richelieu
- Markiza de Sévigné,
- Delphine Seyrig,
- Georges Simenon,
- Dominique Strauss-Kahn,
- Wilhelm Uhde

## Galeria

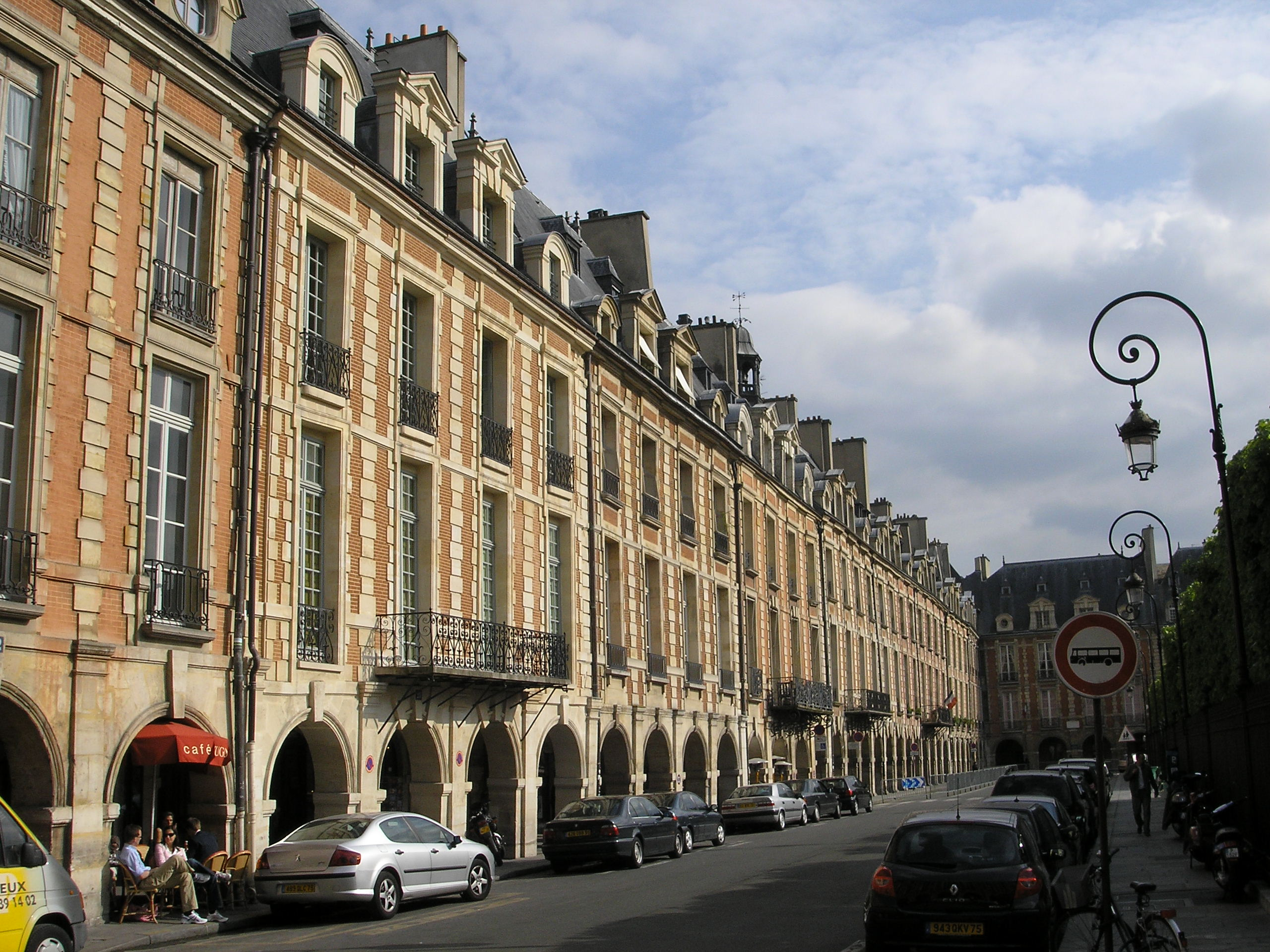
Fasady kamienic
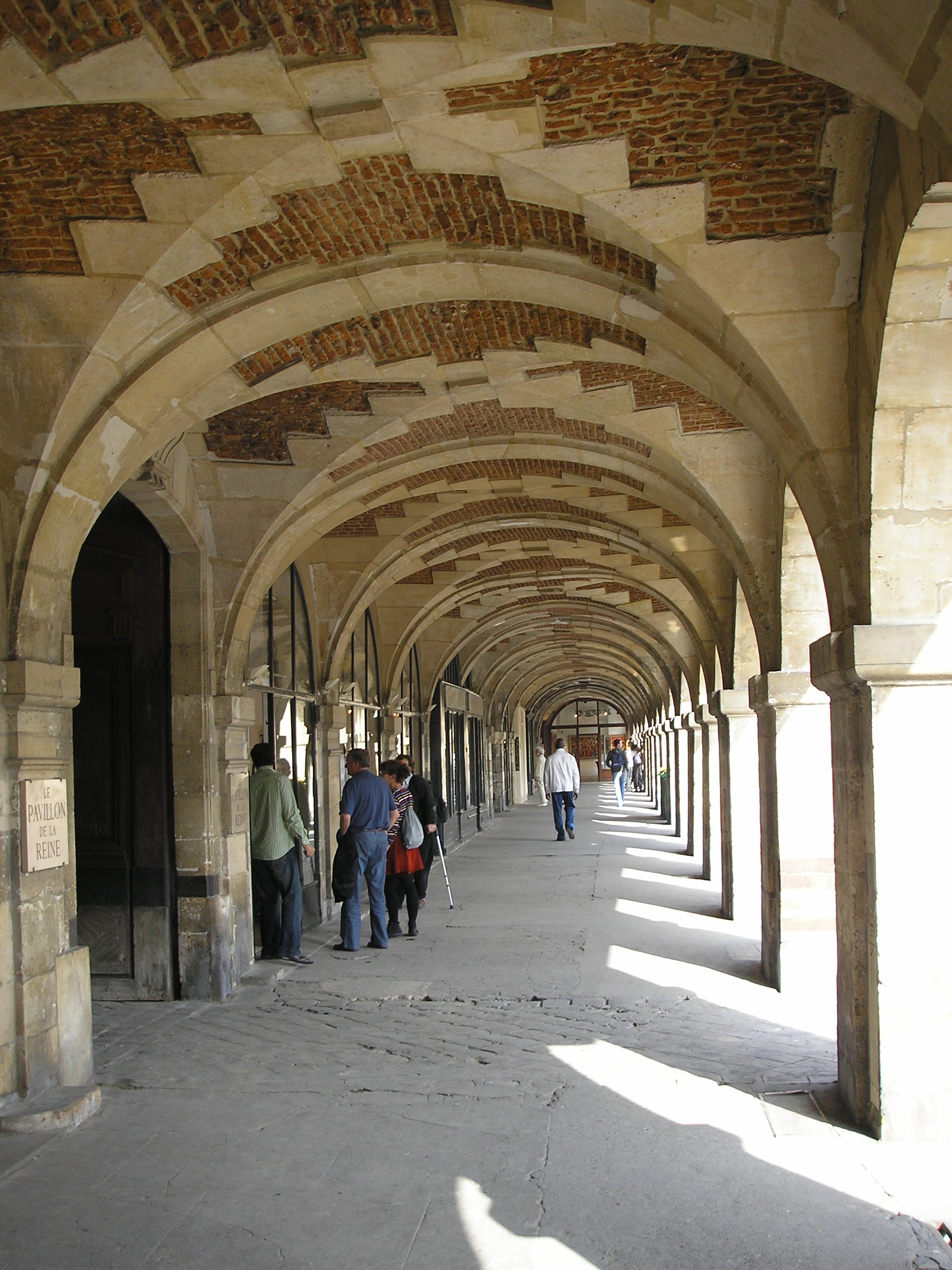
Arkady w podcieniach budynków